# Cayo Cruz del Padre
Pour les articles homonymes, voir Cayo, Cruz et Padre.
Cayo Cruz del Padre est une caye inhabitée située dans l'océan Atlantique, sur le littoral nord de Cuba. Elle appartient administrativement à la Province de Matanzas. L'île fait partie de l'archipel Sabana-Camagüey.

## Patrimoine naturel
La réserve écologique (Reserva Ecológica) « Cayo Mono-Galindo », créée en 2006, s'étend (d'ouest en est) sur les municipalités de Varadero, Cárdenas et Martí. Sa surface est de 19 524,91 ha, dont 3 088,06 ha de zones terrestres et 16 436,85 ha de zones marines.
Elle inclut, d'ouest en est :
le cayo Piedras, à environ 5 km N-N-E de la pointe de la péninsule de Hicacos (Varadero) ;
le cayo Blanco — mais pas les cayos Careneros au sud où se trouve le parc à dauphins dit « Cayo Blanco » —, qui forme la pointe sud de la réserve ; et 
le cayo Cruz del Padre, y compris le minuscule cayo Galindito au nord de sa pointe orientale,.